# Achterhoeks
Het Achterhoeks is een Nedersaksische streektaal die gesproken wordt in de Achterhoek (Gelderland, ten oosten van de IJssel).
In de streektaal zijn veel varianten. In het noorden en oosten lijkt het Achterhoeks sterk op het Twents of Sallands. De dialecten in het westen worden wel tot het Oost-Veluws gerekend. Een officiële spelling is er niet, maar meestal gebruikt men wel dezelfde schrijfwijze. De hier beschreven woorden zijn redelijk uitspraakgetrouw opgeschreven.

## Grammatica

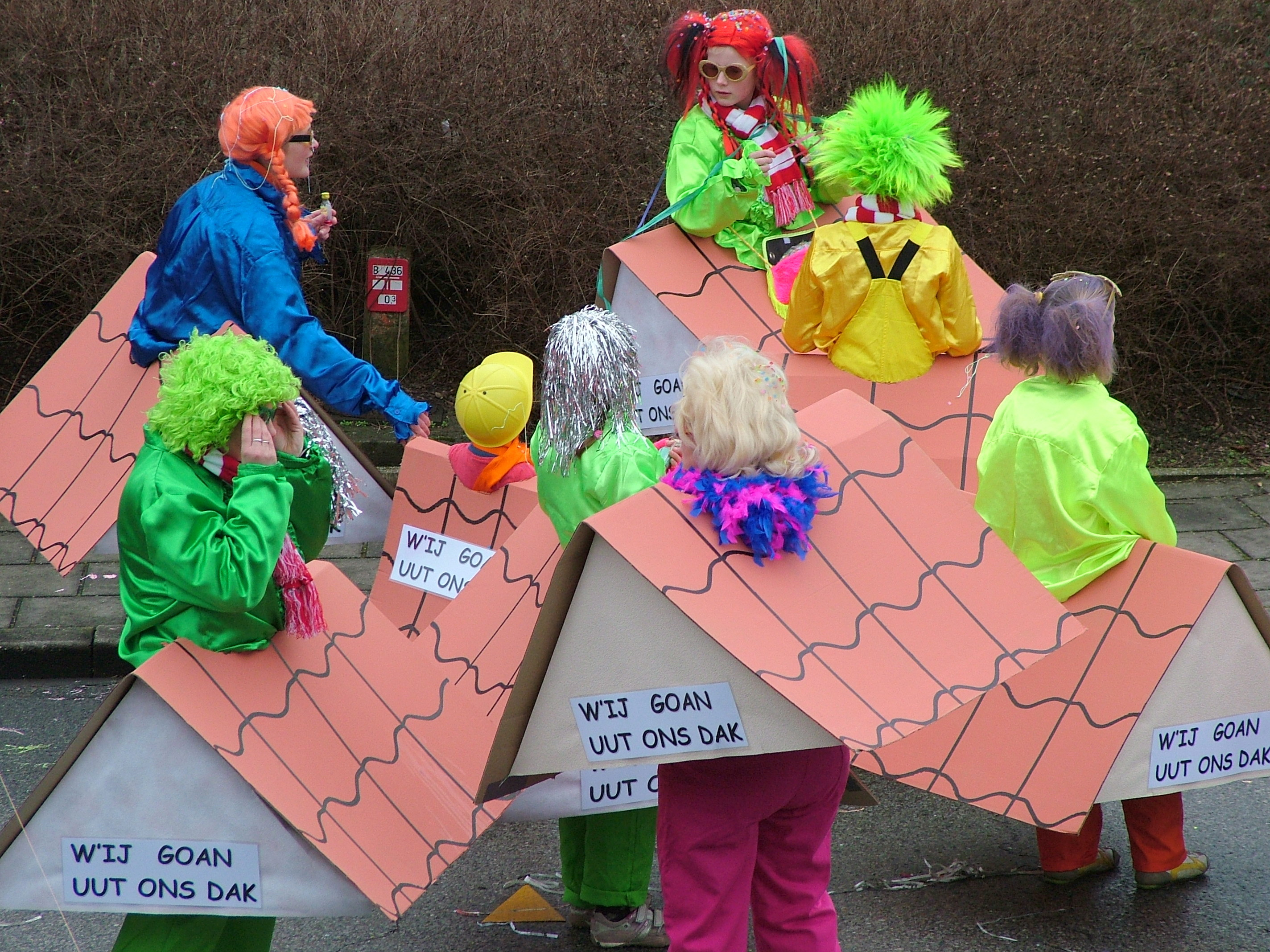
Carnivaal in Silvolde, Achterhoek

De vervoegingen van werkwoorden zijn anders dan in het Nederlands; de meervoudsvorm is altijd gelijk aan de 2e persoon enkelvoud:

### Tegenwoordige tijd
enkelvoud:
ik loope
i-j loopt
hee löp
meervoud:
wi-j loopt
i-j loopt - jullie loopt
zie loopt

### Verleden tijd
ik leepe
i-j leep'n (dow leepste)
hee leep
wi-j leep'n
i-j leep'n - jullie leep'n
zie leep'n
Het voltooid deelwoord krijgt het prefix e-, in plaats van het Standaardnederlandse ge- (bijvoorbeeld 'elopen').

### Umlaut
Een ander kenmerk is de umlaut bij verkleinwoorden en meervoudsvormen (vergelijkbaar met het Duits):
hond - hundjen (hundeken) - hunde
hand - hendjen - hende
moes ("muis") - muusken - muuze
man - menneken - mansleu
En de 3e/4e naamval is soms te horen:
- 1e naamval (onderwerp) 'De man / de vrouwe steet veur 't huus' (De man/de vrouw staat voor het huis)
- 3e en 4e naamval 'Den breef is veur d'n man / de vrouwe' (Die brief is voor de man / de vrouw)

## Onzevader
Winterswijk -Wenters(wiek)
Unzen Vader in de hemeln,
laot dienen name eheiligd worden;
laot dien könninkriek kommen;
laot dienen wille gebeuren
op de earde zo as in den hemel.
Gaef uns no uns dageliks brood
en vergaef uns unze scholden
zo as ok wi-j vergaevet
wel bi-j uns in de schold staot;
en breng uns neet in verzeuking,
maor maak uns vri-j van 't kwaod.
Want van Di-j is 't könninkriek
en de krach en de gloarie
no en alle dage.
Amen.

## Referentie
1. ↑  H. Bloemhof Taaltelling Nedersaksisch (2005)
2. ↑  Taalkaart